# Hendrikus Plenter
Hendrikus Plenter (né en 1913 et mort en 1997) est joueur de football néerlandais, qui évoluait en défense.

## Biographie

### Carrière en club
Il passe la plupart de sa carrière dans l'équipe néerlandaise du Quick Groningue.

### Carrière en international
Il évolue également en international et est convoqué sous les couleurs des Oranje mais ne prend part à aucun match. Il participe à la coupe du monde 1938 en France, sélectionné par l'entraîneur anglais Bob Glendenning.